# Pommereulla cornucopiae
Pommereulla cornucopiae är en gräsart som beskrevs av Carl von Linné d.y.. Pommereulla cornucopiae ingår i släktet Pommereulla och familjen gräs. Inga underarter finns listade i Catalogue of Life.